# Aghjayazi (Latchine)
 (avril 2023).
Aghjayazi est un village de la région de Latchine en Azerbaïdjan.

## Histoire
En 1992-2020, Aghjayazi était sous le contrôle des forces armées arméniennes. Le 1er décembre 2020, le village repasse sous la souveraineté de l'Azerbaïdjan, comme l'ensemble du raion de Latchine, conformément à l'accord de cessez-le-feu du Haut-Karabakh.

## Population
La population est de 124 personnes. La population du village est composée d'Azerbaïdjanais.

## Économie
La principale occupation de la population du village était l'élevage. Il y avait une boutique dans le village.

## Culture
Il y avait un club et une bibliothèque dans le village.